# Ilex dolichopoda
Ilex dolichopoda är en järneksväxtart som beskrevs av Elmer Drew Merrill och Chun. Ilex dolichopoda ingår i släktet järnekar, och familjen järneksväxter. Inga underarter finns listade i Catalogue of Life.